# Sparkassen Cup 1992
Lo Sparkassen Cup 1992 è stato un torneo femminile di tennis giocato sul sintetico indoor. È stata la 3ª edizione del torneo, che fa parte della categoria Tier III nell'ambito del WTA Tour 1992. Si è giocato a Lipsia in Germania, dal 28 settembre al 4 ottobre 1992.

## Campionesse

### Singolare
Steffi Graf ha battuto in finale  Jana Novotná con il punteggio di 6–3, 1–6, 6–4.

### Doppio
Larisa Neiland /  Jana Novotná hanno battuto in finale  Patty Fendick /  Andrea Strnadová con il punteggio di 7–5, 7–6(4).